# Estación de Shin-Yōkaichi
La Estación de Shin-Yōkaichi (新八日市駅 Shin-Yōkaichi-eki?) es una estación de ferrocarril localizada en Higashiōmi, Shiga, Japón. 

## Líneas
- Ohmi Railway
  - Línea Yōkaichi

## Historia
- 29 de diciembre de 1913 - Apertura de la estación
- 1 de enero de 1946 - Apertura del tramo entre Yōkaichi y Shin-Yōkaishi
- 1 de agosto de 1948 - Pausadas las operaciones entre la Estación de Misono y Shin-Yōkaichi
- 25 de septiembre de 1964 - Clausura de la Estación de Misono

## Alrededores
- Oficina de correos de Yōkaichi
- Ruta Nacional 421

## Estaciones adyacentes
| «                           | «              | Servicio       | »              | »              |
| Línea Yōkaichi              | Línea Yōkaichi | Línea Yōkaichi | Línea Yōkaichi | Línea Yōkaichi |
| --------------------------- | -------------- | -------------- | -------------- | -------------- |
| Yōkaichi                    |                | Local          |                | Tarōbōgū-mae   |
| Servicio rápìdo: Sin parada |                |                |                |                |